# Jigeumbuteo, showtime!
Jigeumbuteo, showtime! (지금부터, 쇼타임!?), noto anche con il titolo internazionale From Now On, Showtime!, è un drama coreano trasmesso su MBC TV dal 23 aprile al 12 giugno 2022.

## Trama
Una poliziotta particolarmente tenace, Seul-hae, entra in contatto con il celeberrimo prestigiatore Cha-woong; in realtà gli spettacoli dell'uomo riscuotono sempre un enorme successo grazie ad alcuni aiutanti segreti, la cui esistenza non può tuttavia essere rivelata: sono infatti dei fantasmi. Seul-hae ben presto comprende che l'aiuto di Cha-woong potrebbe risultare fondamentale per risolvere casi altrimenti impossibili da risolvere.